# Flughafen Sorocaba

i8
i11
i13
Der Flughafen Sorocaba (portugiesisch: Aeroporto Estadual de Sorocaba/Bertram Luiz Leupolz; IATA-Code: SOD, ICAO-Code: SDCO) ist ein öffentlicher Flughafen, 4 km von Sorocaba im brasilianischen Bundesstaat São Paulo entfernt.

## Flughafendaten
Der Flughafen hat eine Asphaltpiste mit 1480 m Länge und 30 m Breite. Er liegt auf einer Seehöhe von 633 m. Er hat eine Gesamtfläche von 228 ha.

## Geschichte
Der Flughafen Bertram Luiz Leupolz, auch bekannt als Sorocaba Airport (SOD), wurde 1943 eröffnet. Er begann als Flugplatz und erhielt in den 1940er Jahren einen Aeroclub aus einer Kampagne namens „Wings to Brazil“, angeführt von Assis Chateaubriand. Anfang der 1960er Jahre wurde am Flughafen, der noch über eine unbefestigte Landebahn verfügte, eine Flugzeugfabrik installiert: CONAL Construtora Nacional de Aviões Ltda., deren Partner die deutschstämmigen Brasilianer Bertram Luiz Leupolz und Walter Kall Kieferlli waren. CONAL baute sogar einen Flugzeugprototyp, der der Cessna 206 sehr ähnelte, aber das Projekt verlor während der Militärregierung an Schwung, als Embraer bereits vom Luftfahrtministerium untersucht und geplant wurde.
In den 1990er Jahren beschloss das Rathaus von Sorocaba, die Verwaltung und den Betrieb des Flughafens an das Luftfahrtministerium des Bundesstaates São Paulo (DAESP – Departamento Aeroviário do Estado de São Paulo) zu übertragen, das heute auch als São Paulo Aeroportos bekannt ist. Es war DAESP, das die notwendigen Arbeiten an der Start- und Landebahn und den Rollwegen durchführte und das Passagierterminal baute.
In den späten 1990er Jahren begann der Flughafen Sorocaba mit dem Betrieb kommerzieller Flüge. TAM Linhas Aéreas war derjenige, der den Stein ins Rollen brachte, als er die Strecke São Paulo – Sorocaba eröffnete. Im Jahr 2003 wurde dieser Betrieb auf die damalige OceanAir (später Avianca Brasil) übertragen, die auch Flüge nach Rio de Janeiro aufnahm. Die Flüge wurden mit einer Fokker 50 durchgeführt und 2007 geschlossen. Seitdem wird der Flughafen nur noch für die allgemeine Luftfahrt (Geschäfts- und Flugtaxi) betrieben.
Das Flughafenverwaltungskonsortium Rede Voa ersteigerte am 1. April 2022 die Konzession zum Betrieb des Flughafens für die nächsten 30 Jahre.

## Flugbetrieb
Im Jahr 2019 wurden etwa 35.000 Flugbewegungen durchgeführt.
Es gibt derzeit (2023) kein Unternehmen, das auf dem Flughafen regelmäßig kommerzielle Flüge anbietet.